# Stadtkirche Zehdenick

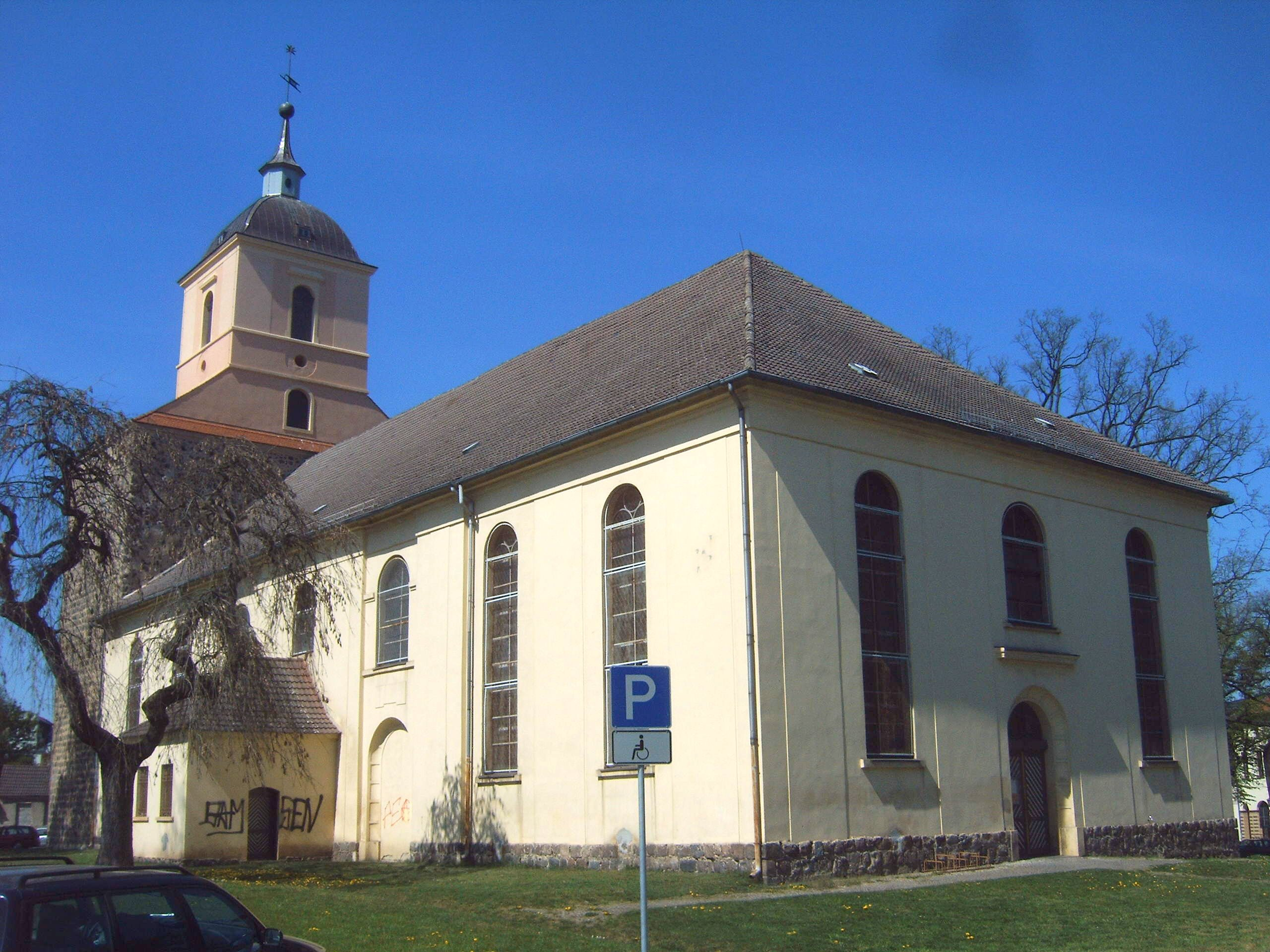
Stadtkirche – Südseite

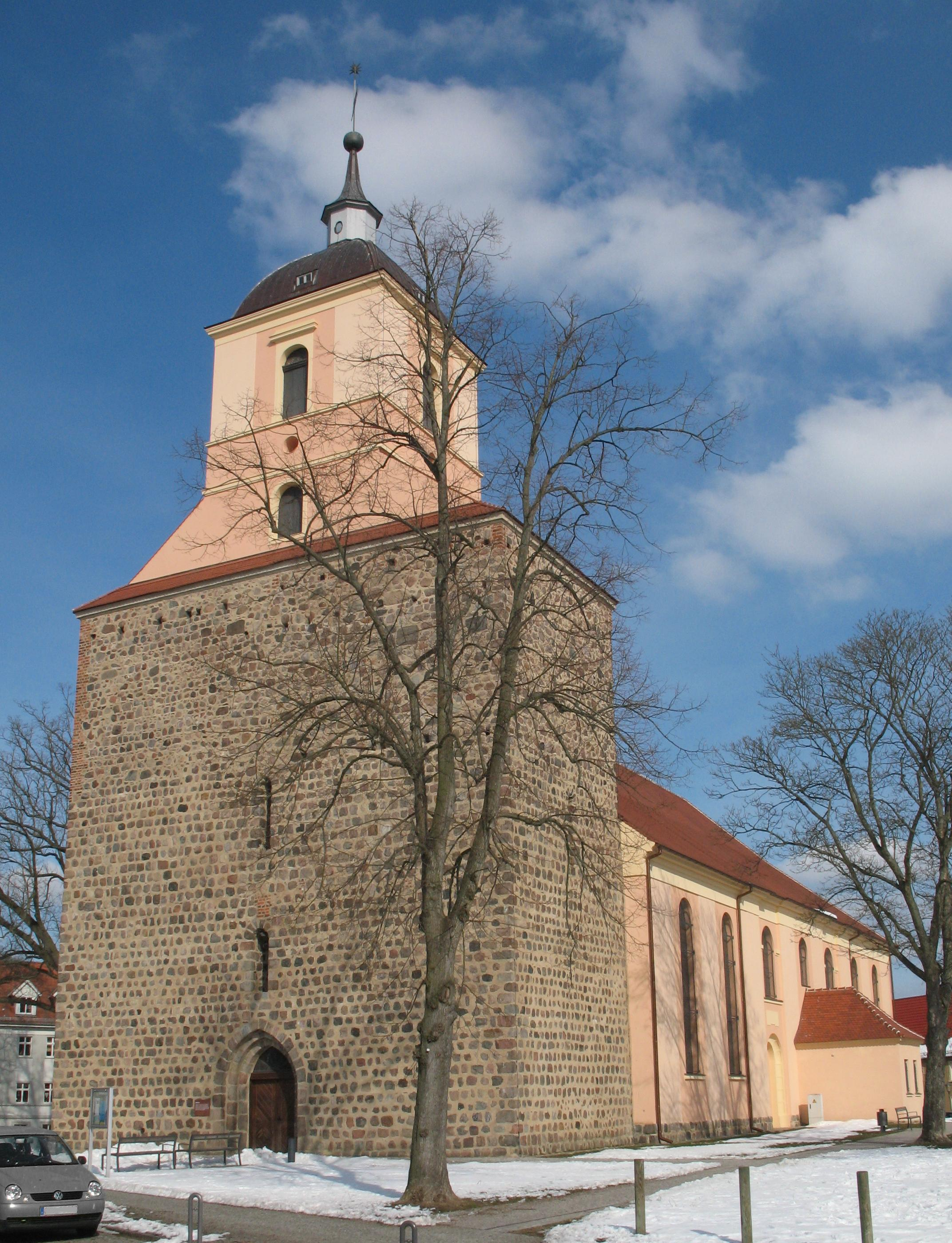
Stadtkirche (von Südwesten)

Die Stadtkirche Zehdenick ist eine evangelische Kirche in der Stadt Zehdenick. Die zugehörige Kirchengemeinde gehört zum Kirchenkreis Oberes Havelland der Evangelischen Kirche Berlin-Brandenburg-schlesische Oberlausitz.

## Geschichte
Erbaut wurde die Kirche etwa um das Jahr 1250 als Feldsteinquadermauerwerk. Aus dieser Zeit ist der untere Teil des Turms samt Portal erhalten. Die Kirche zählt zu den ältesten Bauten der Stadt.
Die Kirche brannte mehrfach nieder, zuletzt beim großen Zehdenicker Stadtbrand im Jahr 1801. Ihre jetzige Gestaltung als großer Saalbau geht auf den Wiederaufbau in den Jahren von 1805 bis 1812 zurück. Der Wiederaufbau erfolgte vermutlich nach Plänen von Ph. B. F. Berson.
Eine Modernisierung fand zwischen 1961 und 1967 sowie 1997 statt. Seit 1996 wurde ein Teil des Innenraumes durch eine teilweise verglaste Wand abgetrennt, um einen hellen gut beheizbaren Raum für eine Winterkirche zu schaffen.

## Beschreibung

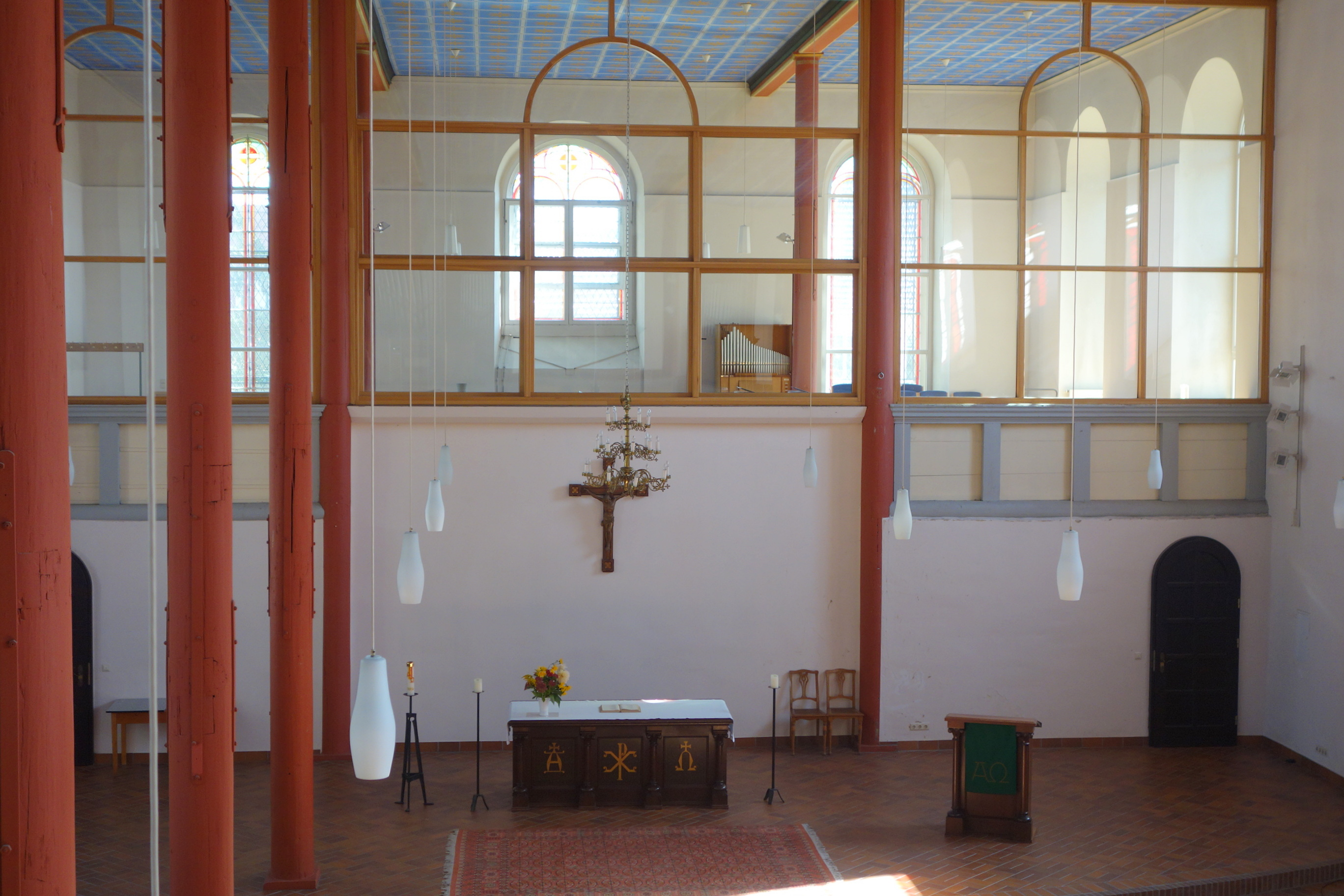
Altar und Trennwand zur Winterkirche

Der Zugang zur Kirche erfolgt durch ein spitzbogiges, doppelt gestuftes Westportal im Turmuntergeschoss. Auf dem Turm befindet sich ein quadratischer Aufbau aus Fachwerk, der von einer Schweifhaube bekrönt wird.
Der Innenraum hat eine flache mit goldenen Sternen auf Blau bemalte Decke. Das verputzte Kirchenschiff verfügt über große Rundbogenfenster. An der Südseite befindet sich die Sakristei.
Vom Inventar ist ein vergoldeter Silberkelch vom Anfang des 14. Jahrhunderts bemerkenswert. Auf dem Fuß des Kelches befinden sich Reliefmedaillons, die Szenen aus dem Leben Christi darstellen. Ein ähnlich gestalteter, noch etwas älterer Kelch befindet sich als Leihgabe im Dommuseum Brandenburg.

## Orgel

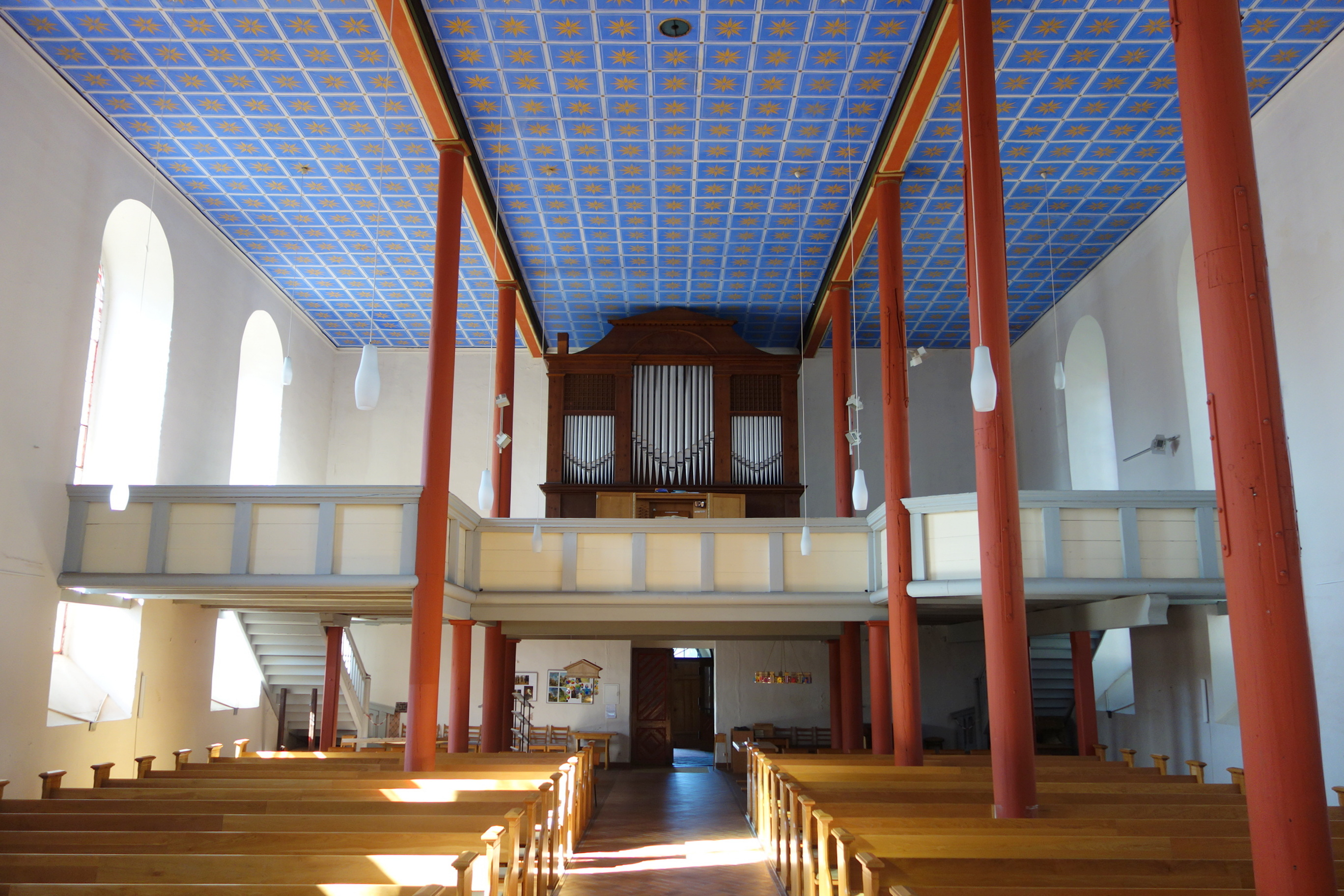
Innensicht mit Blick zur Orgel

Die Orgel wurde 1986/87 von der Eberswalder Orgelbauwerkstatt aus dem Material der Vorgängerorgel aus den 1890er Jahren erbaut. Das Instrument hat 24 Register auf zwei Manualen und Pedal.
| I Hauptwerk C– |              |       |
| 1.             | Bourdun      | 16′   |
| 2.             | Prinzipal    | 8′    |
| 3.             | Konzertflöte | 8′    |
| 4.             | Oktave       | 4′    |
| 5.             | Rohrgedackt  | 4′    |
| 6.             | Spitzquinte  | 2 ⁄3′ |
| 7.             | Oktave       | 2′    |
| 8.             | Mixtur IV    |       |
| 9.             | Trompete     | 8′    |

| II Nebenwerk C– |              |    |
| 10.             | Prinzipal    | 8′ |
| 11.             | Gedackt      | 8′ |
| 12.             | Oktave       | 4′ |
| 13.             | Nachthorn    | 4′ |
| 14.             | Waldflöte    | 2′ |
| 15.             | Sesquialtera | 2′ |
| 16.             | Oktävlein    | 1′ |
| 17.             | Zimbel III   |    |
| 18.             | Krummhorn    | 8′ |

| Pedal C– |              |     |
| 19.      | Subbaß       | 16′ |
| 20.      | Oktavbaß     | 8′  |
| 21.      | Gedacktflöte | 8′  |
| 22.      | Oktave       | 4′  |
| 23.      | Mixtur III   |     |
| 24.      | Posaune      | 16′ |

- Koppeln: II/I, I/P, II/P